# Dorohusk
Dorohusk è un comune rurale polacco del distretto di Chełm, nel voivodato di Lublino.
Ricopre una superficie di 192,42 km² e nel 2004 contava 7 065 abitanti.